# کرمان‌شاه
کرمان‌شاه دومین حاکم قاوردی کرمان و پسر قاورد بود که بعد از مرگ پدر در نبرد کرج ابی‌دلف به مدت کوتاهی زمام امور را بدست گرفت اما پس از مدت یک سال درگذشت و برادرش سلطان‌شاه امور حکومت را به دست گرفت.